# Meyer Isler

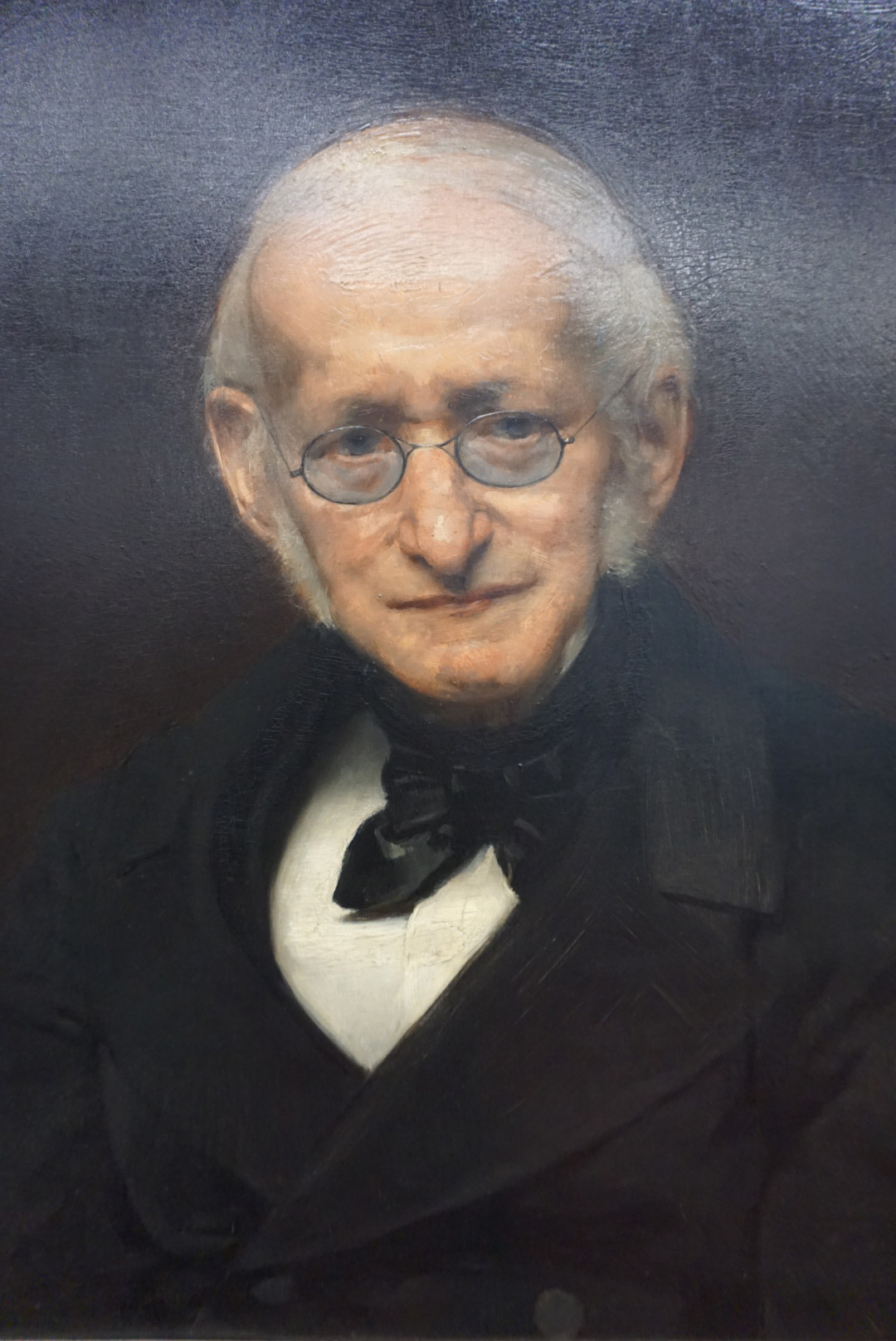
Meyer Isler, 1882. Gemälde von Julie de Boor, im Besitz der Staats- und Universitätsbibliothek Hamburg

Meyer Isler (* 14. Dezember 1807 in Hamburg; † 19. August 1888 ebenda) war ein deutscher Philologe und Bibliothekar.

## Leben und Wirken als Bibliothekar
Meyer Isler war der Sohn von Israel Abraham Isler und Gütchen (Jette) Meyer, deren Bruder Samuel Meyer Ehrenberg war. Das Paar hatte 1805 geheiratet. Israel Abraham Isler, dessen Familie ursprünglich aus Halberstadt stammte, war über Braunschweig, Buchsweiler und Hannover nach Hamburg gezogen. In der Hansestadt eröffnete er 1793 eine jüdische Knabenschule, die auch sein Sohn besuchte. Meyer Isler erhielt Unterricht in Französisch und Englisch und besuchte ab 1821 die Gelehrtenschule des Johanneums, wo ihn die Philologen Friedrich Gottlieb Zimmermann und Franz Wolfgang Ullrich prägten. Von 1824 bis 1827 gehörte er dem Wissenschaftlichen Verein von 1817 an, in dem er sich mit Johannes Classen anfreundete.
Nach dem Besuch des Akademischen Gymnasiums in Hamburg erhielt er Stipendien für Studien an der Universität Bonn sowie der Universität Berlin. An der Bonner Universität hörte er bei Barthold Georg Niebuhr, der einen nachhaltigen Einfluss auf ihn hatte. Während der Zeit in Berlin nahm Isler an Abendgesellschaften teil, die von Leopold Zunz und Isaak Markus Jost geleitet wurden. Isler promovierte in Berlin zum Dr. phil über Hesiod. Anschließend ging er zurück nach Hamburg und arbeitete als Lehrer an der Schule seines Vaters. Ab 1832 arbeitete Isler für die Hamburger Stadtbibliothek. In seiner Zeit als Registrator begleitete er den Umzug der Bibliothek ins Johanneum am Speersort, wo die Bibliothek neu eingerichtet werden musste. Dort beteiligte er sich daran, die vorhandenen Werke zu katalogisieren und auszubauen. Außerdem bemühte er sich um Kontakte mit anderen Bibliotheken und in Hamburg ansässigen Museen. Von 1872 bis 1883 hatte Isler die Bibliotheksleitung inne. Für den Zeitraum von 1838 bis 1882 legte er einen umfangreichen Rechenschaftsbericht vor, in dem er die Entwicklung der Institution darstellte.

## Wirken als Philologe
Neben der Arbeit als Bibliothekar arbeitete Meyer Isler als Herausgeber und Verfasser mehrerer Werke. Besonders erwähnenswert ist sein Wirken als Herausgeber von insgesamt vier Bänden von Vorträgen Barthold Georg Niebuhrs, die der Reimerverlag zwischen 1846 und 1858 veröffentlichte. 1873/74 erschien eine Neuausgabe der Römischen Geschichte Niebuhrs, die Isler ebenfalls herausgegeben hatte. Darüber hinaus wählte er Briefe Charles de Villers’ aus, die 1879 unter dem Titel Briefe an Charles de Villers. Auswahl aus dem handschriftlichen Nachlasse des Charles de Villers erschienen. Dieses Werk wurde 1883 erneut aufgelegt.

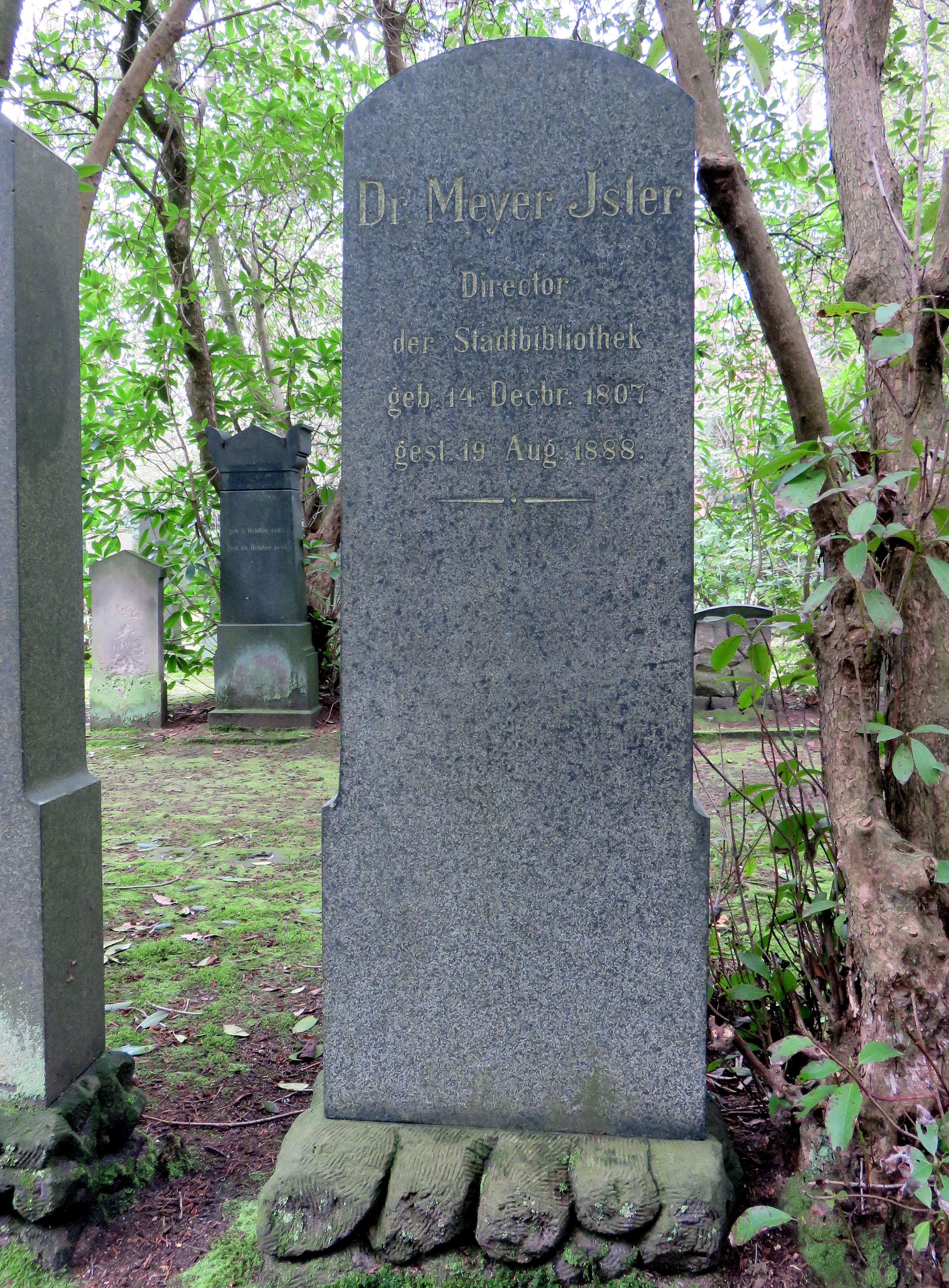
Grabstein Dr. Meyer Isler,
Jüdischer Friedhof Ilandkoppel

Isler, der mit dem Politiker Gabriel Riesser befreundet war, gab dessen Schriften zwischen 1867 und 1868 in vier Bänden heraus. Im ersten Band ist eine von Isler verfasste Biografie Riessers enthalten. Die abgedruckten Briefe seines Freundes hatte Isler selbst ausgesucht. Isler befasste sich ferner, wenngleich weniger umfangreich, mit der frühen Phase der Geschichte der Juden in Hamburg und dem Hamburger Notariat. Außerdem schrieb er Schulbücher: 1851 erschien Carmina von Ovid, 1853 dessen Eklogen. Zudem verfasste er Artikel für Zeitschriften und Zeitungen, die noch wenig erforscht sind. 1887 hielt Isler seine Jugendzeit schriftlich fest. Dieses Werk erschien erst 1961 und stellt eine wichtige Quellen für Arbeiten zur Geschichte der Juden in Hamburg, zur dortigen Schulgeschichte und Isler selbst dar. Bekannt sind außerdem zahlreiche Briefe, die die Familien Isler und Magnus einander schrieben und heute im Besitz der Nachkommen sind. Abschriften hiervon sind im Institut für die Geschichte der deutschen Juden zu finden.

## Familie
Meyer Isler war seit 1839 mit Emma Meyer (1816–1886) verheiratet, die in der Hamburger Frauenbewegung mitarbeitete. Das Ehepaar hatte die Tochter Sophie (1840–1920), die 1867 den Juristen Otto Magnus (1836–1920) aus Braunschweig heiratete.
Meyer Isler wurde auf dem Jüdischen Friedhof Ilandkoppel in Hamburg-Ohlsdorf im Planquadrat B 12 beigesetzt.

## Publikationen (Auswahl)
- Zur Geschichte des Notariats und der Notarien in Hamburg, Otto Meissner, Hamburg, 1866 (Digitalisat)